# Fallait pas
Pour le film français, voir Fallait pas !….
Singles de Marwa Loud
Mehdi
(2017) Billet
(2018)
Fallait pas est un single musical de Marwa Loud extrait de son premier album studio Loud. La chanson est co-écrite par Lartiste et Marwa Loud. Le single est certifié disque de platine en France. Il s'agit du 3e clip le plus vu de Marwa Loud et son premier gros succès avec plus de 145 millions de visionnages sur YouTube.

## Clip
Le clip de la chanson est réalisé par Ousmane Ly et Adrien Lagier.
L'un des lieux de tournage est l'ensemble immobilier Espaces d'Abraxas à Noisy-le-Grand, œuvre de l'architecte Ricardo Bofill.

## Classements
| Classement (2017-18)                           | Meilleure position |
| ---------------------------------------------- | ------------------ |
| Belgique (Wallonie Ultratop 50 Singles)        | 47                 |
| Belgique (Wallonie Ultratop R&B/Hip-Hop)       | 14                 |
| Belgique (Wallonie Ultratip Bubbling Under 50) | 18                 |
| France (SNEP)                                  | 10                 |

## Certification
| Pays   | Organisme | Certification | Seuil                            |
| ------ | --------- | ------------- | -------------------------------- |
| France | SNEP      | Diamant       | 50 millions d'équivalent streams |